# Priosa
Priosa is een plaats (frazione) in de Italiaanse gemeente Rezzoaglio.